# Armée roulante
 (mars 2024).
Si vous disposez d'ouvrages ou d'articles de référence ou si vous connaissez des sites web de qualité traitant du thème abordé ici, merci de compléter l'article en donnant les références utiles à sa vérifiabilité et en les liant à la section « Notes et références ».
 (17 août 2023).
L'armée roulante était à la fin du XVIIIe siècle et au XIXe siècle l'ensemble des individus suivant irrégulièrement les troupes en opération.

## Composition

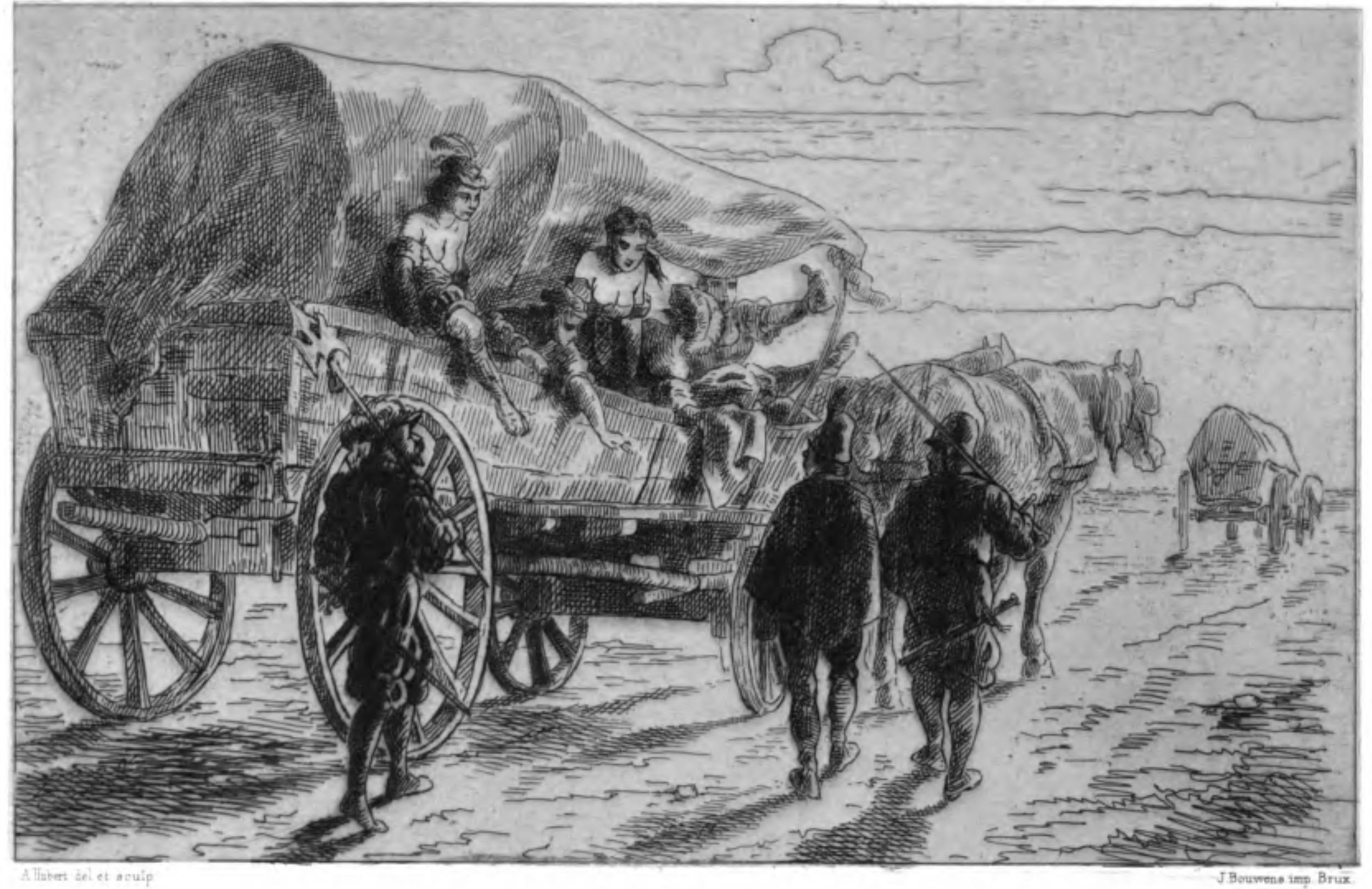
Chariot de vivandières et prostituées accompagnant l'armée au XVIe siècle, illustration de La Légende d’Ulenspiegel, roman de Charles De Coster, 1869.

Sous l'Ancien régime, le terme désigne un groupe de forçats ou prisonniers enchainés. Avec la Révolution française à la fin du XVIIIe siècle, c'est l'ensemble des officiers dépourvus de commandement qui sont à la suite d'une armée régulière en opération et espèrent que le hasard d'une bataille leur assurera, par la mort d'un collègue, un brevet définitif. Mais ce sont aussi et surtout les vivandiers, les soldats à demi déserteurs, les acheteurs et revendeurs de butin, les faux ou vrais militaires éclopés, les pillards, escrocs et autres malandrins qui profitent de la guerre. Elle peut comprendre plusieurs milliers d'individus vêtus d'uniformes plus ou moins réguliers. Il y a aussi des femmes, cantinières, lavandières et aussi prostituées.
Sous le Directoire et l'Empire, l'expression quitte l'argot militaire pour devenir quasi officielle. Plus tard, on désignera comme armée roulante les bataillons d'Afrique, cantonnés en Algérie, à la réputation bien établie de malfaiteurs puis les ouvriers sans travail se déplaçant en groupes nomades.

## Littérature
Vidocq en donne une description au chapitre III de ses Mémoires. Les Thénardier de Victor Hugo dans Les Misérables font partie de cet ensemble de faux ou vrais militaires qui ne vivent que pour le butin.
Honoré de Balzac avait prévu un roman consacré à l'Armée roulante dans La Comédie humaine.